# Regno di Gonja
Gonja è un antico regno del Ghana settentrionale, esistito dal XVII al XIX secolo come entità indipendente. Oggi sopravvive come regno tradizionale all'interno della Repubblica del Ghana. Gonja (o Ghanjawiyyu) è anche il nome dell'etnia dominante del regno.

## Storia
Alla caduta dell'impero Songhai, il gruppo Ngbanya dei Mandé cominciò a dirigersi versi il sud, attraversando il Volta nero e stabilizzandosi a Yagbum. Durante il regno di Naba'a, l'espansione dei Gonja ebbe una crescita rapida, conquistando diversi territori dell'Alto Volta e arricchendosi grazie agli affari intrapresi con le popolazioni Akan. Dal 1675, i Gonja istituirono una nuova figura al potere, denominata yagbongwura, per controllare meglio il regno ampliatosi. La dinastia Ngbanya ha detenuto il diritto a questa posizione di rilievo nella vita politica del Gonja, praticamente fino al giorno d'oggi, eccezion fatta solo per due casi. L'attuale yagbongwura è Bikunuto Jewu Soale I, che ricopre la carica dal 2023.

## Società
La società Gonja era stratificata e suddivisa in classi: questa ripartizione sociale in Africa, non va interpretata come una distinzione netta e rigida ma piuttosto come una identificazione di ruoli. Nella fattispecie, i Gonja si rappresentavano attraverso tre "categorie" sociali: gli islamici, gli animisti e gli schiavi.  L'economia di questa società dipendeva largamente dalle attività relative alla tratta degli schiavi, nonché dal commercio delle noci di cola, soprattutto nei dintorni del mercato di Salaga, non a caso soprannominata la "Timbuctù del Sud".